# Bojkiwśke
Bojkiwśke (ukr. Бойківське, w latach 1897–1935 Ostheim, 1935-2016 Telmanowe) – osiedle typu miejskiego na Ukrainie, w obwodzie donieckim, w rejonie kalmiuskim.
Pierwsza wzmianka o miejscowości pod nazwą Ostheim (ukr. Остгайм) pochodzi z 1897. Została ona założona przez osadników z Niemiec. W 1935 zmieniono jej nazwę na Telmanowe (ukr. Тельманове) w celu upamiętnienia niemieckiego komunisty Ernsta Thälmanna. W 1971 przyznano jej status osiedla miejskiego. 12 maja 2016 roku decyzją Rady Najwyższej Ukrainy zmieniono nazwę osady na Bojkiwśke. Władze samozwańczej Donieckiej Republiki Ludowej, które de facto sprawują władzę nad miastem nie uznały tej decyzji i nadal używają nazewnictwa z czasów ZSRR.
Liczy ponad 5 tysięcy mieszkańców.